# Roberto Moreno
Roberto Pupo Moreno (Río de Janeiro, 11 de febrero de 1959) es un expiloto de automovilismo brasileño. Participó en 76 Grandes Premios de Fórmula 1, alcanzando el podio en una ocasión y sumando un total de 15 puntos del campeonato mundial. También obtuvo dos victorias y 12 podios en la serie CART.

## Carrera
En 1980, Moreno fue campeón de la Fórmula Ford Británica y ganó el Fórmula Ford Festival. Al año siguiente pasó a la Fórmula 3, donde ganó dos carreras esa temporada y tres la siguiente. Además, ganó el campeonato neozelandés de Fórmula Pacífico.
Moreno debutó en Fórmula 1 como sustituto de Nigel Mansell en la escudería Lotus en el Gran Premio de los Países Bajos de 1982 después de que este se rompiera la cadera en el anterior Gran Premio de Canadá. Sin la preparación necesaria, Moreno no logró calificar para la carrera. Le llevó algo de tiempo recuperar la reputación.
Tras ser subcampeón de Fórmula 2 Europea, el brasileño disputó cinco fechas de la serie CART norteamericana en 1985, logrando un quinto puesto en Miami. En 1986 fue titular en el equipo Galles, acumulando tres sextos puestos y dos décimos que lo colocaron 16.º en el campeonato.
En 1987 fue llamado por la escudería AGS para suplir a Pascal Fabre en el Gran Premio de Japón de Fórmula 1. En la siguiente carrera, el Gran Premio de Australia, finalizó en sexta plaza, lo cual significaba el primero punto tanto para él como para la escudería.

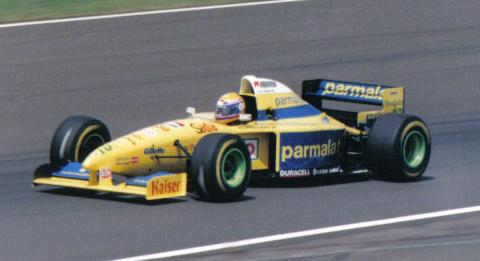
Roberto Moreno en 1995.

En 1988 resultó campeón de Fórmula 3000 Internacional, con cuatro victorias en 11 carreras. Tras ello, firmó un contrato como piloto de pruebas con Ferrari, que le ayudó a lograr un contrato como piloto oficial de la escudería Coloni, si bien el coche nunca llegó a ser competitivo y Moreno tan solo pudo calificar en cuatro ocasiones.
1990 parecía ser un año incluso menor prometedor que el anterior, con Moreno pilotando para el equipo EuroBrun y tan solo pudiendo calificar en dos de catorce pruebas del campeonato. Sin embargo, poco después de que el equipo anunciara que no iba a participar en las dos últimas carreras de la temporada, fue contratado por Benetton para sustituir a Alessandro Nannini, que había perdido un brazo en un accidente de helicóptero. Moreno finalizó en una sorprendente segunda plaza en su debut en el Gran Premio de Japón, por detrás de su amigo y compañero Nelson Piquet, si bien se vio beneficiado por el abandono de gran parte de los favoritos tras un accidente en la primera curva, incluidos Alain Prost y Ayrton Senna.
Moreno firmó por Benetton para la temporada siguiente como piloto oficial. Sin embargo, el Benetton B191, con neumáticos Pirelli, no resultó tan competitivo como en años anteriores, y los mejores resultados del piloto brasileño fueron dos cuartas plazas logradas en los Grandes Premios de Mónaco y Bélgica. Precisamente el Gran Premio de Bélgica fue su última carrera como piloto de Benetton antes de ser sustituido de forma controvertida por Michael Schumacher. Moreno pilotó para Jordan en el Gran Premio de Italia y para Minardi en la última prueba del mundial.
En 1992 fichó por la escudería Andrea Moda, que había surgido a partir de Coloni. Con un coche de muy bajas prestaciones, Moreno solo logró calificar en el Gran Premio de Mónaco y además de tener trato preferencial que a su compañero Perry McCarthy, antes de que el equipo se viniera abajo tras la detención del propietario, Andrea Sassetti, en el Gran Premio de Bélgica.
Tras pasar los dos años siguientes compitiendo en carreras de turismos en Italia y Francia, regresó a la Fórmula 1 en 1995 en las filas del equipo Forti, sin llegar a obtener resultados reseñables. En su última carrera disputada, Moreno tuvo un incidente contra el muro del boxes en el Gran Premio de Australia.
Entre 1996 y 2000, participó en diversas pruebas de la CART, realizando suplencias en distintas escuderías y alcanzando algunos buenos resultados. En 2000 fichó como piloto oficial de Patrick Racing, y tras liderar la clasificación durante algunas pruebas, finalmente terminó 3.º.
Moreno ganó su primera carrera en CART como piloto de Patrick Racing en el Gran Premio de Cleveland de 2000, mostrando una emotiva escena en la que lloró de alegría tras conseguir su primera victoria desde 1988. También logró seis podios y una pole position, para resultar tercero en el campeonato por detrás de Gil de Ferran y Adrián Fernández. Volvió a ganar otra carrera al año siguiente en el Gran Premio de Vancouver, sumó tres podios y culminó 13.º en el campeonato.
En 2003 pilotó para Herdez y finalizó 2.º en Miami. Al final de la temporada anunció oficialmente su retirada del mundo del motor.
En 1999, el piloto también había disputado dos fechas de la IndyCar Series, logrando un sexto puesto en Phoenix.  Retornó para disputar una fecha en 2006, 2007 y 2008, abandonando en las tres.
Por otra parte, Moreno disputó siete fechas de la Grand-Am Rolex Sports Car Series en la clase de prototipos, logrando un décimo puesto como mejor resultado. En 2007 llegó cuarto en las 24 Horas de Daytona con un Riley-Porsche del equipo Brumos, formando tripulación con Hurley Haywood entre otros. En 2008 disputó una prueba del certamen para Krohn, llegando 12.º.

## Resultados

### Fórmula 1
(Clave) (negrita indica pole position) (cursiva indica vuelta rápida)

| Año     | Escudería              | 1       | 2        | 3        | 4        | 5        | 6       | 7        | 8        | 9        | 10       | 11       | 12       | 13       | 14       | 15       | 16       | 17      | Pos. | Puntos |
| ------- | ---------------------- | ------- | -------- | -------- | -------- | -------- | ------- | -------- | -------- | -------- | -------- | -------- | -------- | -------- | -------- | -------- | -------- | ------- | ---- | ------ |
| 1982    | John Player Team Lotus | RSA     | BRA      | USW      | SMR      | BEL      | MON     | USE      | CAN      | NED DNQ  | GBR      | FRA      | GER      | AUT      | SUI      | ITA      | LVG      |         | NC   | 0      |
| 1987    | Team El Charro AGS     | BRA     | SMR      | BEL      | MON      | DET      | FRA     | GBR      | GER      | HUN      | AUT      | ITA      | POR      | ESP      | MEX      | JPN Ret  | AUS 6    |         | 19.º | 1      |
| 1989    | Coloni SpA             | BRA DNQ | SMR DNQ  | MON Ret  | MEX DNQ  | USA DNQ  | CAN Ret | FRA DNQ  | GBR Ret  | GER DNPQ | HUN DNPQ | BEL DNPQ | ITA DNPQ | POR Ret  | ESP DNPQ | JPN DNPQ | AUS DNPQ |         | NC   | 0      |
| 1990    | EuroBrun Racing        | USA 13  | BRA DNPQ | SMR Ret  | MON DNQ  | CAN DNQ  | MEX EX  | FRA DNPQ | GBR DNPQ | GER DNPQ | HUN DNPQ | BEL DNPQ | ITA DNPQ | POR DNPQ | ESP DNPQ |          |          |         | 10.º | 6      |
| 1990    | Benetton Formula Ltd   |         |          |          |          |          |         |          |          |          |          |          |          |          |          | JPN 2    | AUS 7    |         | 10.º | 6      |
| 1991    | Camel Benetton Ford    | USA Ret | BRA 7    | SMR 13   | MON 4    | CAN Ret  | MEX 5   | FRA Ret  | GBR Ret  | GER 8    | HUN 8    | BEL 4    |          |          |          |          |          |         | 10.º | 8      |
| 1991    | Team 7UP Jordan        |         |          |          |          |          |         |          |          |          |          |          | ITA Ret  | POR 10   | ESP      | JPN      |          |         | 10.º | 8      |
| 1991    | Minardi Team           |         |          |          |          |          |         |          |          |          |          |          |          |          |          |          | AUS 16   |         | 10.º | 8      |
| 1992    | Andrea Moda Formula    | RSA     | MEX      | BRA DNPQ | ESP DNPQ | SMR DNPQ | MON Ret | CAN DNPQ | FRA DNP  | GBR DNPQ | GER DNPQ | HUN DNQ  | BEL DNQ  | ITA      | POR      | JPN      | AUS      |         | NC   | 0      |
| 1995    | Parmalat Forti Ford    | BRA Ret | ARG NC   | SMR NC   | ESP Ret  | MON Ret  | CAN Ret | FRA 16   | GBR Ret  | GER Ret  | HUN Ret  | BEL 14   | ITA DNS  | POR 17   | EUR Ret  | PAC 16   | JPN Ret  | AUS Ret | NC   | 0      |
| Fuente: |                        |         |          |          |          |          |         |          |          |          |          |          |          |          |          |          |          |         |      |        |